# Roter Stern Silberstern
Roter Stern Silberstern war eine österreichische Band aus Bruck an der Mur in der Steiermark.
Im Jahr 2007 war die Band für den Amadeus Austrian Music Award in der Kategorie Amadeus Academy Award nominiert.

## Diskografie
Alben
- 2005: Retropolis (Silberfisch Records)
- 2005: c.m (Silberfisch Records)